# Xây dựng phần mềm
Xây dựng phần mềm (tiếng Anh:Software construction) là một quy tắc kỹ thuật phần mềm. Nó là quá trình tạo ra chi tiết của phần mềm thông qua sự kết hợp của  viết mã, xác minh, kiểm thử đơn vị, kiểm thử tích hợp, và gỡ lỗi. Nó được liên kết tới tất cả các quy tắc công nghệ phần mềm, nhất là với thiết kế phần mềm và kiểm thử phần mềm.

## Các nguyên tắc cơ bản về xây dựng phần mềm

### Giảm thiểu sự phức tạp
Sự cần thiết phải giảm sự phức tạp chủ yếu là do khả năng hạn chế của hầu hết mọi người khi phải giữ cấu trúc phức tạp và thông tin trong ký ức làm việc của họ

### Tái sử dụng
Sử dụng lại có hệ thống có thể cho phép cải thiện năng suất, chất lượng và chi phí phần mềm đáng kể

## Cân nhắc thực tiễn

### Kiểm thử xây dựng
Mục đích của kiểm thử xây dựng là để giảm khoảng cách giữa thời gian lỗi được đưa vào trong mã và thời gian lỗi được phát hiện. Trong một số trường hợp, kiểm thử xây dựng được thực hiện sau khi mã đã được viết. Trong mô hình phát triển hướng về kiểm thử (TDD), các bài kiểm thử được tạo ra trước khi mã được viết. Xây dựng liên quan đến hai dạng kiểm thử vốn thường được thực hiện bởi kĩ sư phần mềm là người viết mã:
- Kiểm thử đơn vị
- Kiểm thử tích hợp

### Tái sử dụng
Hiện thực tái sử dụng phần mềm đòi hỏi nhiều hơn là tạo ra và sử dụng thư viện tài sản.

### Chất lượng xây dựng
Các kĩ thuật chính được sử dụng để bảo đảm chất lượng mã nguồn khi được xây dựng gồm:
- Kiểm thử đơn vị và kiểm thử tích hợp. Một nghiên cứu cho thấy tỷ lệ phát hiện lỗi trung bình của kiểm thử đơn vị và tích hợp lần lượt là 30% và 35%.[3]
- Phát triển hướng về kiểm thử
- Sử dụng assertions và defensive programming
- Gỡ lỗi
- Inspections.
- Technical reviews.
- Static analysis